# Siège du château d'Udo
Le siège d'Udo se tient au cours des dernières années de l'époque Azuchi Momoyama (XVIe siècle) de l'histoire du Japon.
Durant cette partie de la campagne de Sekigahara, Katō Kiyomasa soutient la cause des Tokugawa commandés par Tokugawa Ieyasu dans le Kyūshū. Katō Kiyomasa y contribue en prenant le château d'Udo après un siège de longue durée. Le château d'Udo appartient à l'époque à son vieux rival Konishi Yukinaga.

## Source de la traduction
- (en) Cet article est partiellement ou en totalité issu de l’article de Wikipédia en anglais intitulé « Siege of Udo » (voir la liste des auteurs).